# Italiaans voetbalelftal in 1984
Het Italiaans voetbalelftal speelde negen officiële interlands in het jaar 1984, alle vriendschappelijk. Bondscoach van de Squadra Azzurra was Enzo Bearzot, die sinds 1975 de leiding had over de nationale selectie. Hoewel de ploeg in 1982 de wereldtitel had veroverd, wist Italië zich niet te plaatsen voor de EK-eindronde in Frankrijk.

## Balans
| Wedstrijden | Wedstrijden | Wedstrijden | Wedstrijden | Doelpunten | Doelpunten | Doelpunten | Punten |
| Gespeeld    | Winst       | Gelijk      | Verlies     | Voor       | Tegen      | Saldo      | Punten |
| ----------- | ----------- | ----------- | ----------- | ---------- | ---------- | ---------- | ------ |
| 9           | 5           | 3           | 1           | 14         | 4          | +10        | 1.444  |

## Interlands
|                                                       |                                                                                    |       |        |                                                                                        |
| 4 februari Vriendschappelijk № 410 «onderlinge duels» | Italië                                                                             | 5 – 0 | Mexico | Olympisch Stadion, Rome Toeschouwers: 27.456 Scheidsrechter: Viriato Graça Oliva (POR) |
| 4 februari Vriendschappelijk № 410 «onderlinge duels» | Salvatore Bagni 1' Paolo Rossi 12' Paolo Rossi 37' Paolo Rossi 44' Bruno Conti 50' |       |        | Olympisch Stadion, Rome Toeschouwers: 27.456 Scheidsrechter: Viriato Graça Oliva (POR) |

|                                                    |                   |       |                                             |                                                                                    |
| 3 maart Vriendschappelijk № 411 «onderlinge duels» | Turkije           | 1 – 2 | Italië                                      | İnönü Stadyumu, Istanboel Toeschouwers: 28.000 Scheidsrechter: Radu Petrescu (ROM) |
| 3 maart Vriendschappelijk № 411 «onderlinge duels» | İlyas Tüfekçi 65' |       | 2' Alessandro Altobelli 18' Antonio Cabrini | İnönü Stadyumu, Istanboel Toeschouwers: 28.000 Scheidsrechter: Radu Petrescu (ROM) |

|                                                    |                     |       |                     |                                                                                               |
| 7 april Vriendschappelijk № 412 «onderlinge duels» | Italië              | 1 – 1 | Tsjecho-Slowakije   | Stadio Marcantonio Bentegodi, Verona Toeschouwers: 35.360 Scheidsrechter: Alexis Ponnet (BEL) |
| 7 april Vriendschappelijk № 412 «onderlinge duels» | Salvatore Bagni 33' |       | 67' Stanislav Griga | Stadio Marcantonio Bentegodi, Verona Toeschouwers: 35.360 Scheidsrechter: Alexis Ponnet (BEL) |

|                                                   |                        |       |        |                                                                              |
| 22 mei Vriendschappelijk № 413 «onderlinge duels» | West-Duitsland         | 1 – 0 | Italië | Letzigrund, Zürich Toeschouwers: 26.700 Scheidsrechter: Arnaldo Coelho (BRA) |
| 22 mei Vriendschappelijk № 413 «onderlinge duels» | Hans-Peter Briegel 62' |       |        | Letzigrund, Zürich Toeschouwers: 26.700 Scheidsrechter: Arnaldo Coelho (BRA) |

|                                                   |        |                                                |        |                                                                                        |
| 26 mei Vriendschappelijk № 414 «onderlinge duels» | Canada | 0 – 2                                          | Italië | Varsity Stadium, Toronto Toeschouwers: 15.000 Scheidsrechter: Ulrich Nyffenegger (SUI) |
| 26 mei Vriendschappelijk № 414 «onderlinge duels» |        | 31' Alessandro Altobelli 85' Sergio Battistini |        | Varsity Stadium, Toronto Toeschouwers: 15.000 Scheidsrechter: Ulrich Nyffenegger (SUI) |

|                                                   |                  |       |        |                                                                                           |
| 30 mei Vriendschappelijk № 415 «onderlinge duels» | Verenigde Staten | 0 – 0 | Italië | Giants Stadium, East Rutherford Toeschouwers: 31.210 Scheidsrechter: Marco Dorantes (MEX) |
| 30 mei Vriendschappelijk № 415 «onderlinge duels» |                  |       |        | Giants Stadium, East Rutherford Toeschouwers: 31.210 Scheidsrechter: Marco Dorantes (MEX) |

|                                                         |                    |       |        |                                                                                           |
| 26 september Vriendschappelijk № 416 «onderlinge duels» | Italië             | 1 – 0 | Zweden | Stadio Giuseppe Meazza, Milaan Toeschouwers: 25.000 Scheidsrechter: Horst Brummeier (AUT) |
| 26 september Vriendschappelijk № 416 «onderlinge duels» | Antonio Cabrini 2' |       |        | Stadio Giuseppe Meazza, Milaan Toeschouwers: 25.000 Scheidsrechter: Horst Brummeier (AUT) |

|                                                       |                   |       |                    |                                                                                       |
| 3 november Vriendschappelijk № 417 «onderlinge duels» | Zwitserland       | 1 – 1 | Italië             | Stade Olympique, Lausanne Toeschouwers: 20.000 Scheidsrechter: Tony Evangelista (CAN) |
| 3 november Vriendschappelijk № 417 «onderlinge duels» | Georges Bregy 43' |       | 7' Antonio Cabrini | Stade Olympique, Lausanne Toeschouwers: 20.000 Scheidsrechter: Tony Evangelista (CAN) |

|                                                       |                                                 |       |       |                                                                                    |
| 8 december Vriendschappelijk № 418 «onderlinge duels» | Italië                                          | 2 – 0 | Polen | Stadio Adriatico, Pescara Toeschouwers: 33.900 Scheidsrechter: Bob Valentine (SCO) |
| 8 december Vriendschappelijk № 418 «onderlinge duels» | Alessandro Altobelli 77' Antonio Di Gennaro 90' |       |       | Stadio Adriatico, Pescara Toeschouwers: 33.900 Scheidsrechter: Bob Valentine (SCO) |

## Statistieken
| Ivano Bordon         | 1951-04-13 | Sampdoria      | 4 | 0 | 0 | 21 | 0 |
| Franco Tancredi      | 1955-01-10 | AS Roma        | 3 | 0 | 0 | 3  | 0 |
| Giovanni Galli       | 1958-04-29 | AC Fiorentina  | 2 | 3 | 0 | 7  | 0 |
| Verdediging          |            |                |   |   |   |    |   |
| Giuseppe Bergomi     | 1963-12-22 | Internazionale | 9 | 0 | 0 | 19 | 0 |
| Pietro Vierchowod    | 1959-04-06 | Sampdoria      | 9 | 0 | 0 |    |   |
| Antonio Cabrini      | 1957-10-08 | Juventus       | 6 | 0 | 3 | 53 | 9 |
| Gaetano Scirea       | 1953-05-25 | Juventus       | 5 | 0 | 0 |    |   |
| Franco Baresi        | 1960-05-08 | AC Milan       | 5 | 0 | 0 |    |   |
| Ubaldo Righetti      | 1963-03-01 | AS Roma        | 3 | 2 | 0 | 7  | 0 |
| Fulvio Collovati     | 1957-05-09 | Internazionale | 1 | 3 | 0 |    |   |
| Claudio Gentile      | 1953-09-27 | AC Fiorentina  | 1 | 2 | 0 |    |   |
| Sebastiano Nela      | 1961-03-13 | AS Roma        | 1 | 0 | 0 | 1  | 0 |
| Roberto Tricella     | 1959-03-18 | Hellas Verona  | 0 | 1 | 0 | 1  | 0 |
| Middenveld           |            |                |   |   |   |    |   |
| Salvatore Bagni      | 1956-09-25 | SSC Napoli     | 9 | 0 | 2 |    |   |
| Bruno Conti          | 1955-03-13 | AS Roma        | 7 | 0 | 1 | 34 | 4 |
| Giuseppe Dossena     | 1958-05-02 | Torino         | 5 | 4 | 0 |    |   |
| Marco Tardelli       | 1954-09-24 | Juventus       | 5 | 2 | 0 |    |   |
| Pietro Fanna         | 1958-06-23 | Hellas Verona  | 2 | 6 | 0 |    |   |
| Sergio Battistini    | 1963-05-07 | AC Milan       | 2 | 2 | 1 | 4  | 1 |
| Antonio Di Gennaro   | 1958-10-05 | Hellas Verona  | 2 | 0 | 1 | 2  | 1 |
| Antonio Sabato       | 1958-01-09 | Internazionale | 1 | 3 | 0 | 4  | 0 |
| Aanval               |            |                |   |   |   |    |   |
| Alessandro Altobelli | 1955-11-28 | Internazionale | 9 | 0 | 3 | 27 | 8 |
| Paolo Rossi          | 1956-09-23 | Juventus       | 6 | 0 | 3 |    |   |
| Bruno Giordano       | 1956-08-13 | Lazio Roma     | 2 | 1 | 0 | 10 | 1 |
| Daniele Massaro      | 1961-05-23 | AC Fiorentina  | 0 | 3 | 0 | 4  | 0 |
| Roberto Mancini      | 1964-11-27 | Sampdoria      | 0 | 2 | 0 | 2  | 0 |
| Aldo Serena          | 1960-06-25 | Torino         | 0 | 1 | 0 | 1  | 0 |